# Chapelle de la Santonne d'Apt
 (décembre 2020).
Si vous disposez d'ouvrages ou d'articles de référence ou si vous connaissez des sites web de qualité traitant du thème abordé ici, merci de compléter l'article en donnant les références utiles à sa vérifiabilité et en les liant à la section « Notes et références ».
La Chapelle de la Santonne est un édifice à vocation religieuse et artistique près de la ville d'Apt dans le département de Vaucluse. Elle est située sur le chemin de la Santonne à environ trois kilomètres de la ville.
La chapelle est l'œuvre de Roger Petit qui a construit de lui-même cet édifice sur sa propriété durant les années 1960. On a prétendu que "ayant participé à la guerre d'Algérie et pour respecter son vœu d'édifier une chapelle s'il revenait vivant", il se serait mis à l'ouvrage, mais cette légende est inventée de toutes pièces et démentie formellement par son fils Jean-Guillaume Petit. La chapelle est bâtie à flanc de colline, en pierres et couverte d'un toit de tôle. À l'intérieur, un Christ aux bras levés est sculpté dans un bois d'olivier. Derrière lui, une mosaïque représente un cœur rayonnant. Au-dessus de la tête du Christ, un vitrail représente un poisson vers lequel convergent les arcs de la voûte. Une série de vitraux orne le devant de la chapelle, accessible par une porte vitrée.
Située sur terrain privé, la chapelle est ouverte au public. Son entretien est financé (partiellement) par les dons des visiteurs, enchantés par la sérénité du lieu. Elle fait partie du "Domaine de la Santonne", qui  se prête à merveille pour des mariages, des locations vacances ou encore des séminaires professionnels.

## Galerie

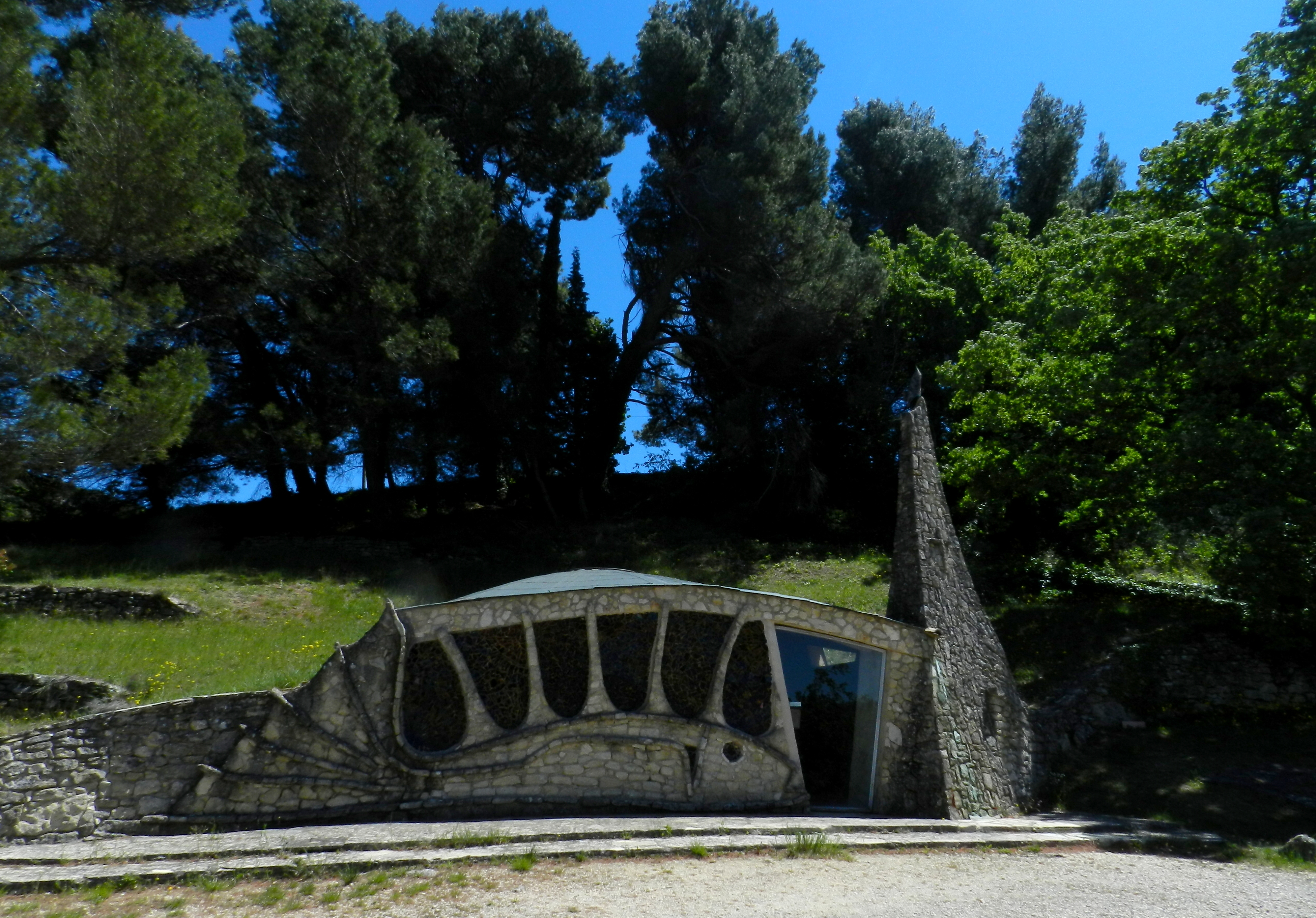
Chapelle de la Santonne
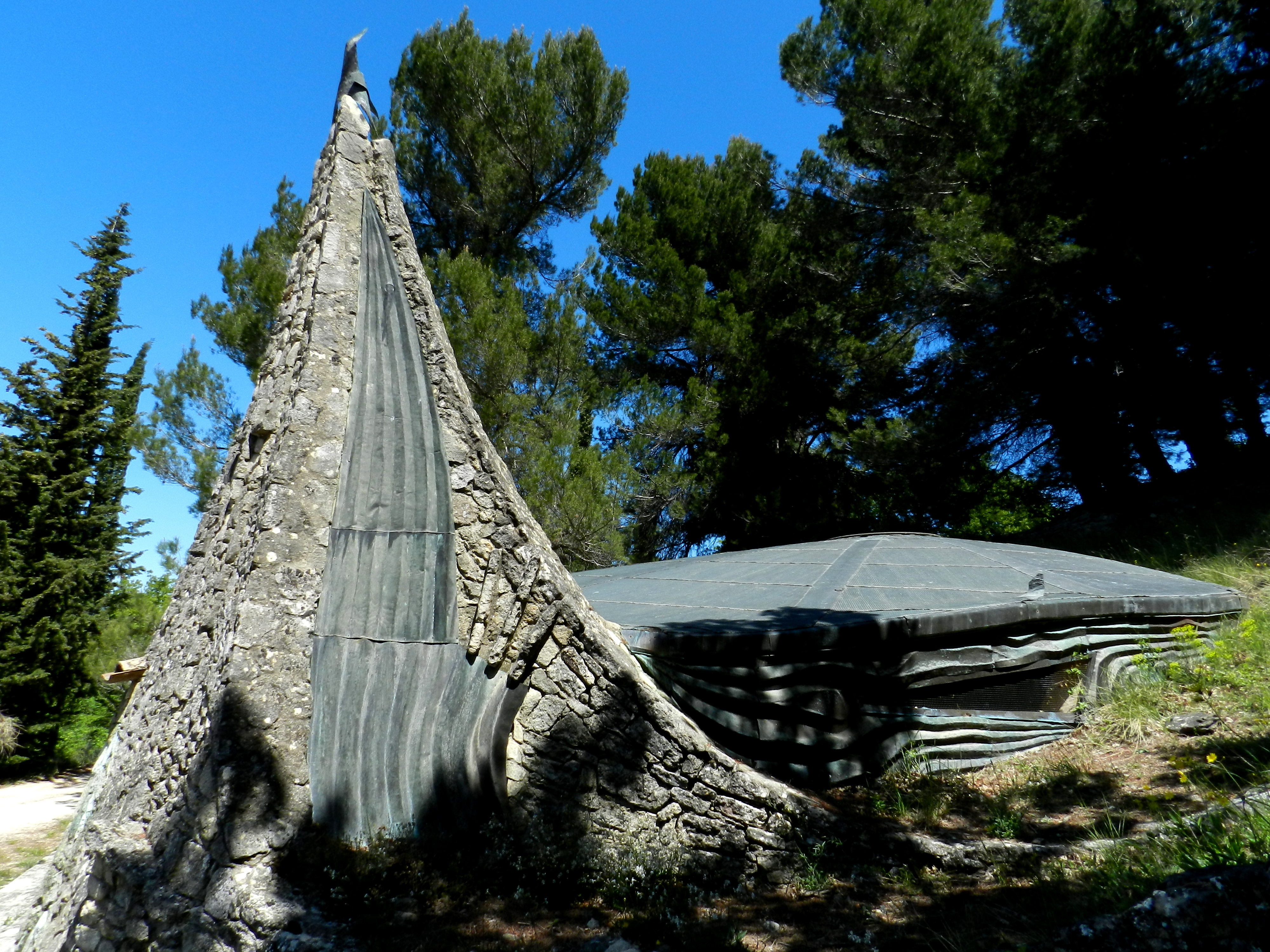
Chapelle de la Santonne
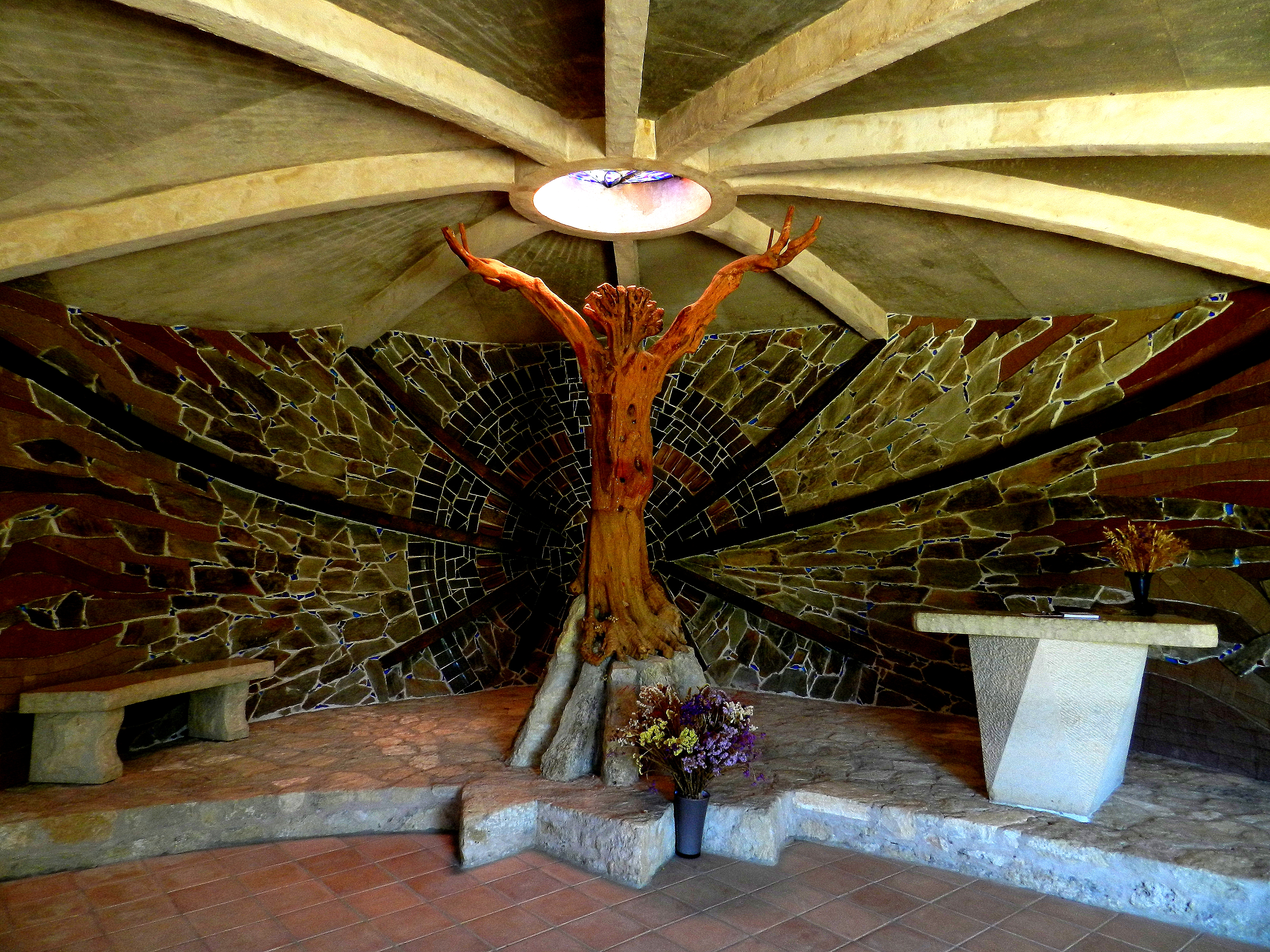
Chapelle de la Santonne
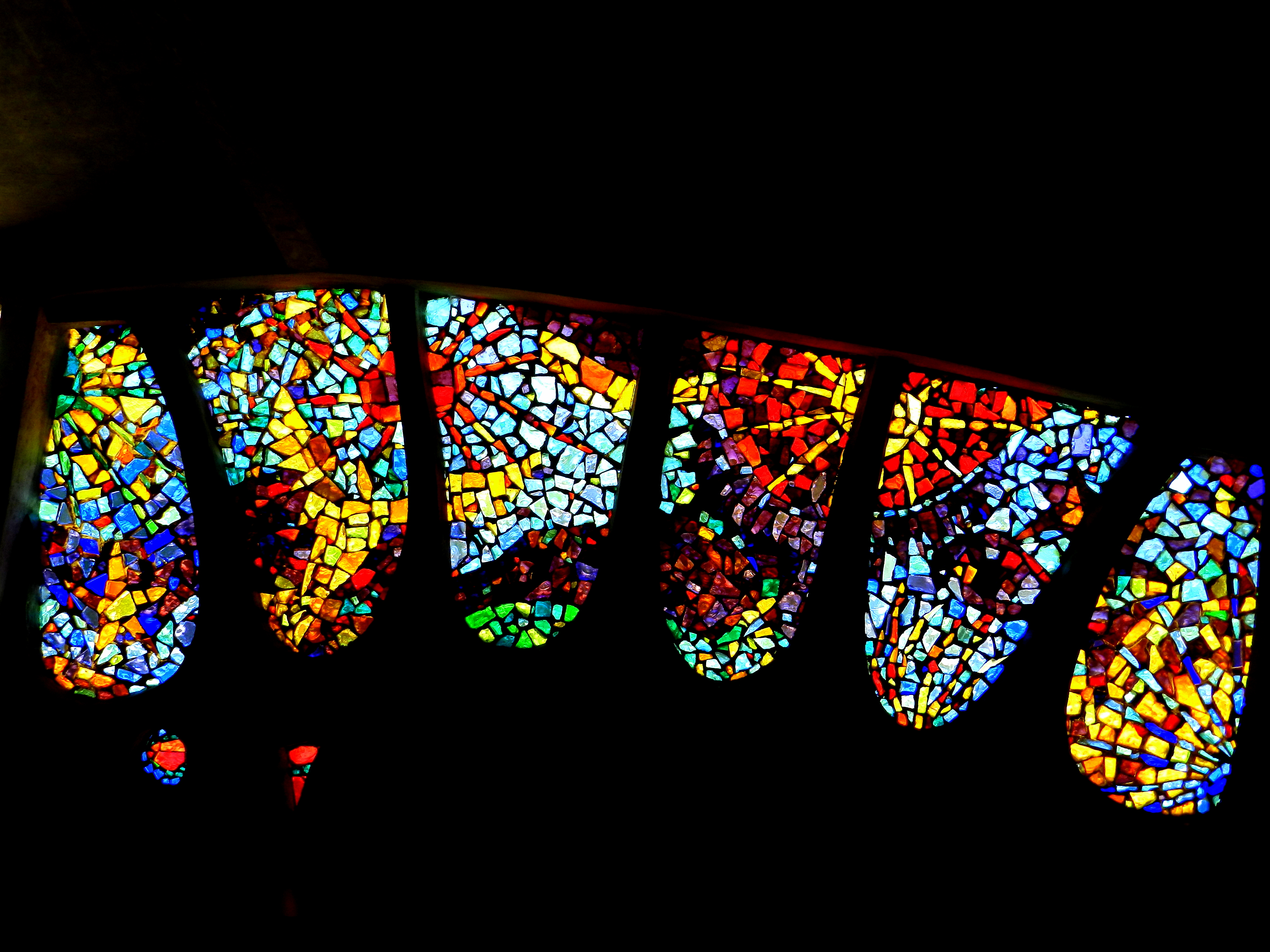
Chapelle de la Santonne
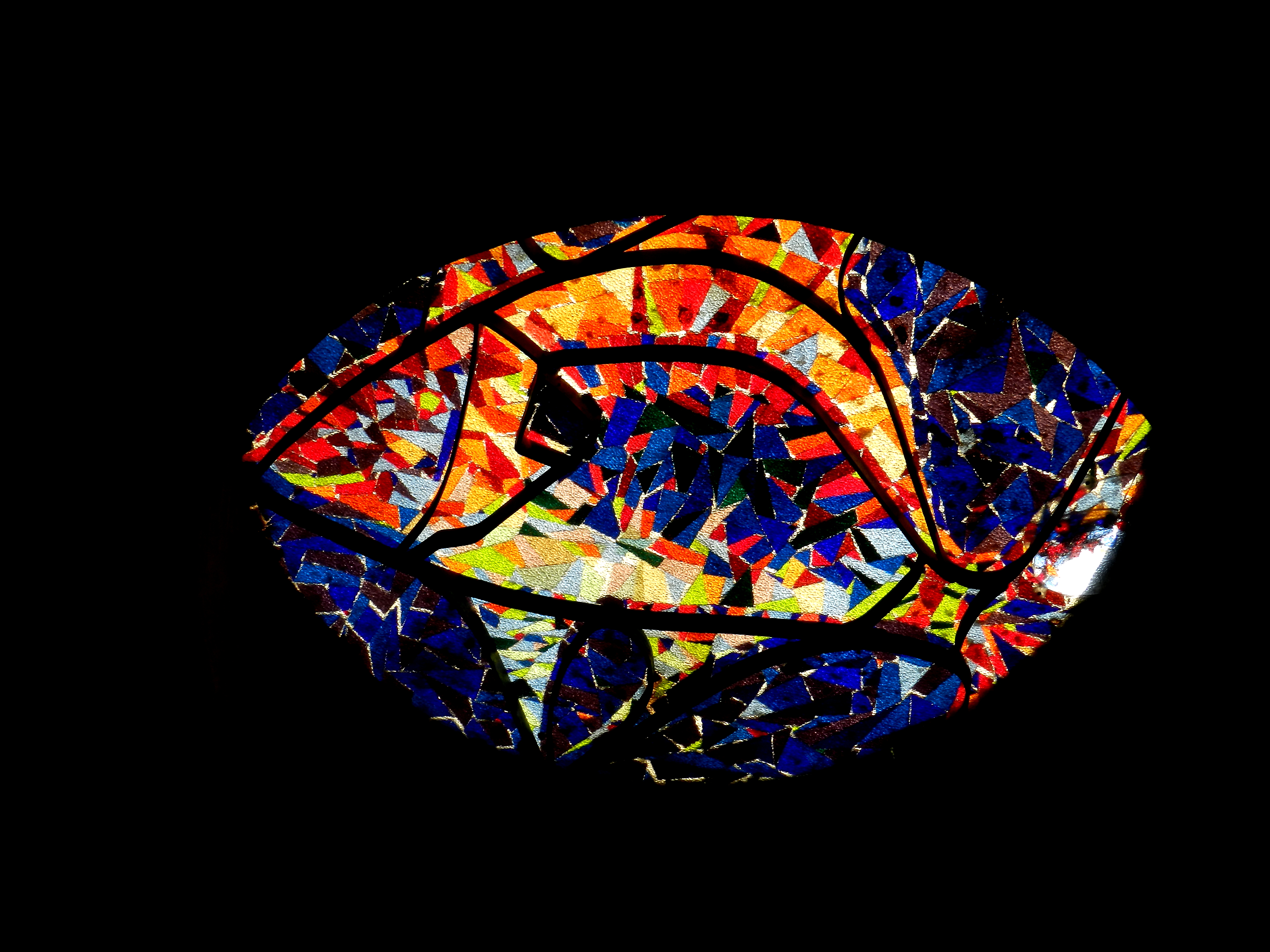
Chapelle de la Santonne
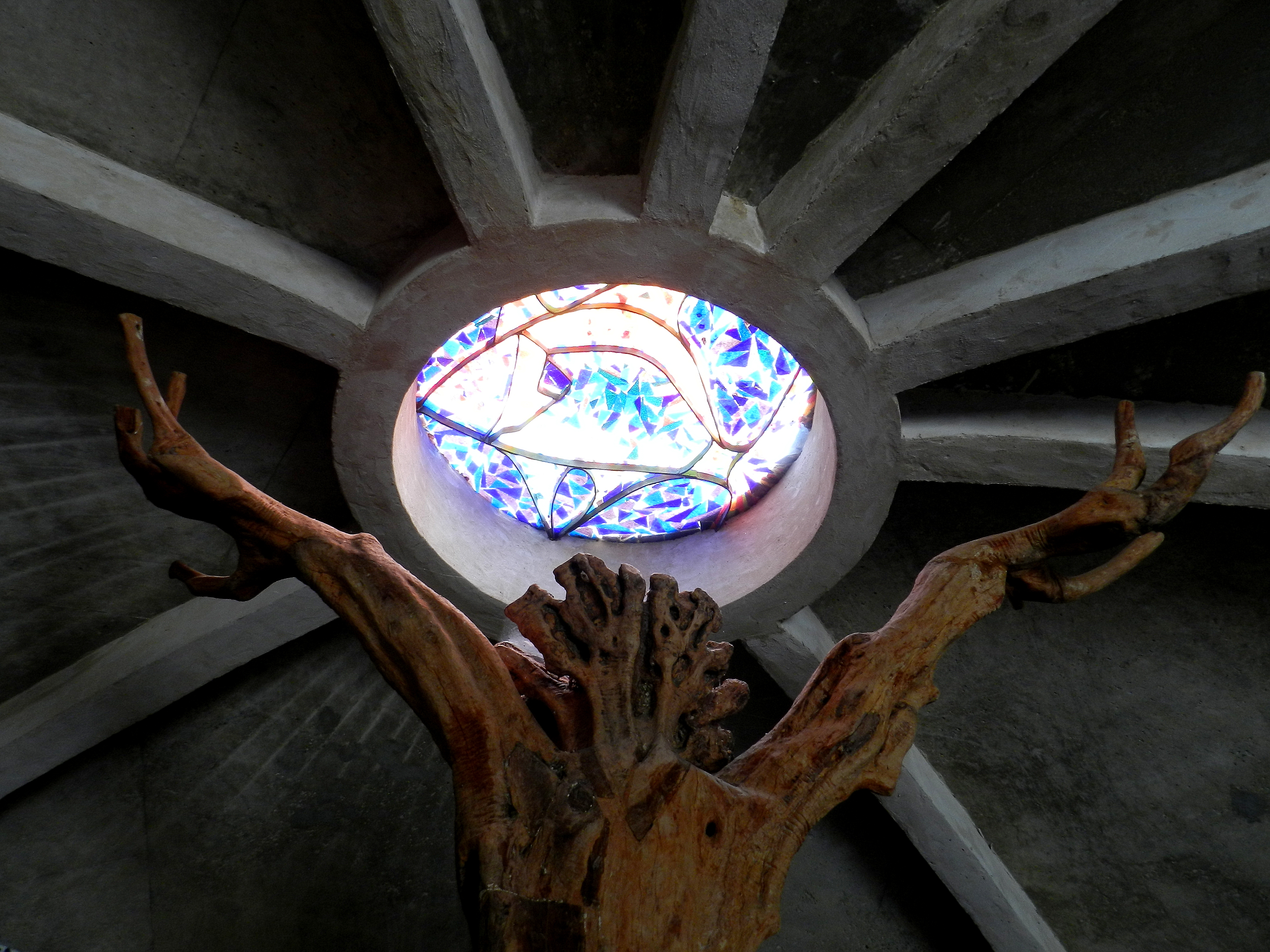
Tete du Christ